# Умидия Корнифиция Фаустина
Вижте пояснителната страница за други личности с името Умидия.
Умидия Корнифиция Фаустина (на латински: Ummidia Cornificia Faustina; * 141; † 182) е римска аристократка, племенница на римския император Марк Аврелий.

## Биография
Произлиза от фамилията Умидии. Дъщеря е на Гай Умидий Квадрат Аниан Вер (суфектконсул 146 г.) и Ания Корнифиция Фаустина, която е сестра на Марк Аврелий. Сестра е на Марк Умидий Квадрат Аниан (консул 167 г.).
Омъжва се за сенатор и през 165 г. става майка на Ания Фаустина (165 – 218).